# Novos Baianos

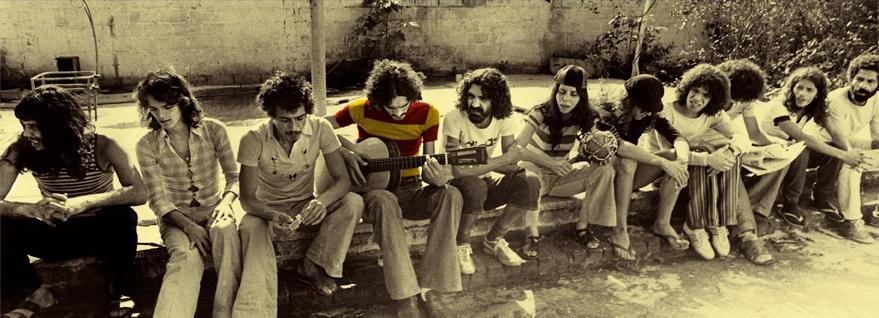
Novos baianos banda completa.

Novos Baianos es un grupo musical de MPB y rock brasileño de Salvador, Bahía. Se conformó en la década de 1960s y fue exitoso a lo largo de la década de 1970s. Los miembros de banda eran Paulinho Boca de Cantor (voz), Pepeu Gomes (guitarra eléctrica), Moraes Moreira (voz y guitarra acústica), Baby Consuelo (voz y percusión) y Luiz Galvão (letras). El grupo contó siempre con la colaboración de la banda Un Cor  Som, compuesta por Pepeu Gomes (guitarra), Dadi (bajo), Jorginho (cavaquinho, tambores y percusión), Baixinho (tambores y percusión) y Bolacha (percusión). Se considera a Novos Baianos uno de los grupos más importantes y revolucionarios en música brasileña.

## Historia
Novos Baianos se formó en los 60s, pero se presentaron en público por primera vez en 1968 en el espectáculo Desembarque dos bichos depois do dilúvio", presentado en Salvador, Bahía, Brasil. En ese tiempo, el grupo estaba compuesto por Moreira, Boca de Cantor, Consuelo y Galvão.
En 1969, el grupo participó en el 5.º Festival de Música Popular Brasilera, tocando la canción 'De vera'. El origen del nombre surgió durante una presentación en el canal de televisión Rede Record. Cuando el grupo todavía no poseía nombre Marcos Antônio Riso, el productor de festival,  gritó (en portugués) "Trae arriba a estos nuevos bahianos!", refiriéndose al lugar de origen de la banda. Esta canción está en el primer álbum de la banda, É ferro na boneca, que se grabó un año más tarde. Inicialmente su sonido era una fusión  de psychedelic rock con sonidos de folk tradicional de Brasil.
Originalmente, el grupo sólo tocaba con Pepeu Gomes y Jorginho en sus espectáculos en vivo. Gradualmente, Gomes empezó a adquirir un rol más importante en el grupo: luego de su casamiento con Consuelo,  se volvió un miembro oficial de la banda y en su arreglista junto con Moreira.

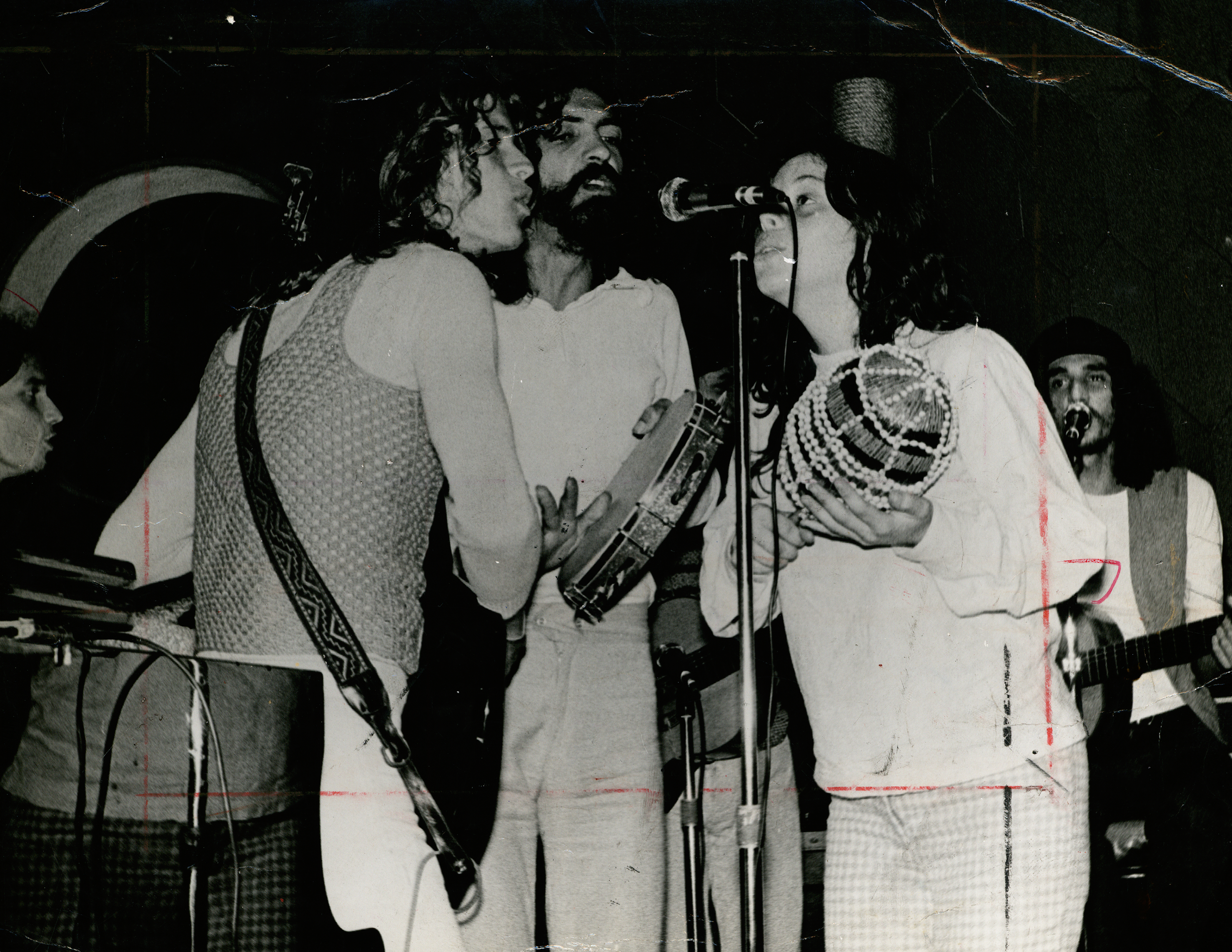
Novos Baianos, 1972.

Su música empezó a gravitar más en torno a la música popular brasilera, debido particularmente a la influencia de João Gilberto, quién visitaba frecuentemente al grupo. Su segundo álbum Acabou Chorare contenía los clásicos 'Brasil Pandeiro', 'Preta Pretinha',  'Mistério do Planeta' y 'Besta é tu'. Fue grabado bajo la discográfica Som Livre en 1972, y años después sería considerado el mejor disco de música brasilera por la revista Rolling Stone. Alrededor de este periodo el grupo incorporó a Un Cor do Som como banda auxiliar.

Novos Baianos, 1972.

En 1972, después de grabar Acabou Chorare, Novos Baianos se movió a una comunidad en Vargem Grande, Río de Janeiro. Vivieron en un garaje donde tocaron y compusieron música y jugaron al fútbol frecuentemente. Por eso mismo su tercer álbum se tituló Novos Baianos F.C., el cual fue grabado en la discográfica Continental en 1973. El grupo tuvo un fuerte imagen hippie en dicho tiempo.
La banda lanzó álbumes hasta su ruptura en 1978. En 1974, grabaron su primer álbum sin Moreira, quién había decidido empezar su carrera de solista. Dado que Moreira había compuesto canciones con Galvão y había arreglado canciones con Gomes para los álbumes precedentes de la banda, su partida resultó una pérdida verdaderamente grande para el grupo. Los miembros intentaron continuar e incorporaron al Gato Félix al grupo.

Csm Trio Novos Baianos 1990 carnaval de Salvador

En 1976, Dadi dejó el grupo para comenzar Un Cor do Som. Novos Baianos sustituyó a Didi pero aun así, el grupo se separó algunos años más tarde debido a que varios de sus miembros empezaron carreras solistas. A pesar del fin de la banda, los miembros de Novos Baianos se reunieron muchas veces con motivo de celebración de eventos especiales.
En 1997, el compositor del grupo, Luiz Galvão, publicó el libro Años 70: Novos e Baianos para Editora 34. El libro cuenta la historia del grupo y su importancia en la música brasileña. Después de que Galvão editara el libro, el grupo se reunió para grabar un álbum nuevo, llamado Infinito Circular, y fue grabado en vivo en Metropolitan, Río de Janeiro. En 2007, Moreira también publicó un libro sobre el grupo. Fue escrito dentro del género literatura de cordel y se tituló A História dos Novos Baianos e Outros Versos.
En 2009, la banda se reunió sin Moreira para celebrar sus 40 años y su rol revolucionario en la música brasileña. También planean grabar un álbum con una canción inédita.

## Discografía
- 1970: É Ferro na Boneca (RGE)
- 1972: Acabou Chorare (Som Livre)
- 1973: Novos Baianos F. C. (Continental)
- 1974: Novos Baianos (Continental)
- 1974: Vamos pro Mundo (Som Livre)
- 1976: Caia na Estrada e Perigas Ver (Tapecar)
- 1977: Praga de Baiano (Tapecar)
- 1978: Farol da Barra (CBS)
- 1997: Infinito Circular (Globo/Polydor)